# 스타키오스
스타키오스(영어: stachyose)는 2분자의 α-D-갈락토스, 1분자의 α-D-포도당, 1분자의 β-D-과당이 글리코사이드 결합으로 순차적으로 연결된 사당류이다. 스타키오스의 계통명은 α-D-갈락토피라노실-(1→6)-α-D-갈락토피라노실-(1→6)-α-D-글루코피라노실-(1→2)-β-D-프럭토푸라노사이드이다. 스타키오스는 라피노스와 같은 관련 올리고당과 함께 수많은 채소(예: 풋강낭콩, 콩, 기타 콩들) 및 기타 식물들에서 자연적으로 생성된다.
스타키오스는 수크로스보다 단맛이 덜한데, 무게 기준으로 수크로스의 28% 정도의 단맛이 난다. 스타키오스는 주로 벌크 감미료 또는 기능성 올리고당류에 사용된다. 사람은 스타키오스를 완전하게 소화시키지 못하고, 스타키오스는 1.5 kcal/g ~ 2.4 kcal/g의 에너지를 낼 수 있다.